# The Highbinders
The Highbinders é um curto filme norte-americano de 1915, do gênero policial, dirigido por Tod Browning. O estado de conservação do filme é desconhecido, o que sugere ser um filme perdido.

## Elenco
- Eugene Pallette - Hop Woo
- Seena Owen - Ah Woo (como Signe Auen)
- Billie West - Maggie Gallagher
- Walter Long - Pat Gallagher
- Tom Wilson - Jack Donovan